# Капланов дукат
Капланов дукат (лат. Aloeides kaplani, енгл. Kaplan's copper) је врста инсекта из реда лептира (Lepidoptera) и породице плаваца (Lycaenidae). 

## Распрострањење
Ареал врсте је ограничен на једну државу. 
Јужноафричка Република је једино познато природно станиште врсте.

## Станиште
Станиште врсте су планине. 

## Угроженост
Ова врста се сматра рањивом у погледу угрожености врсте од изумирања.